# أكاديمية سيبيليوس

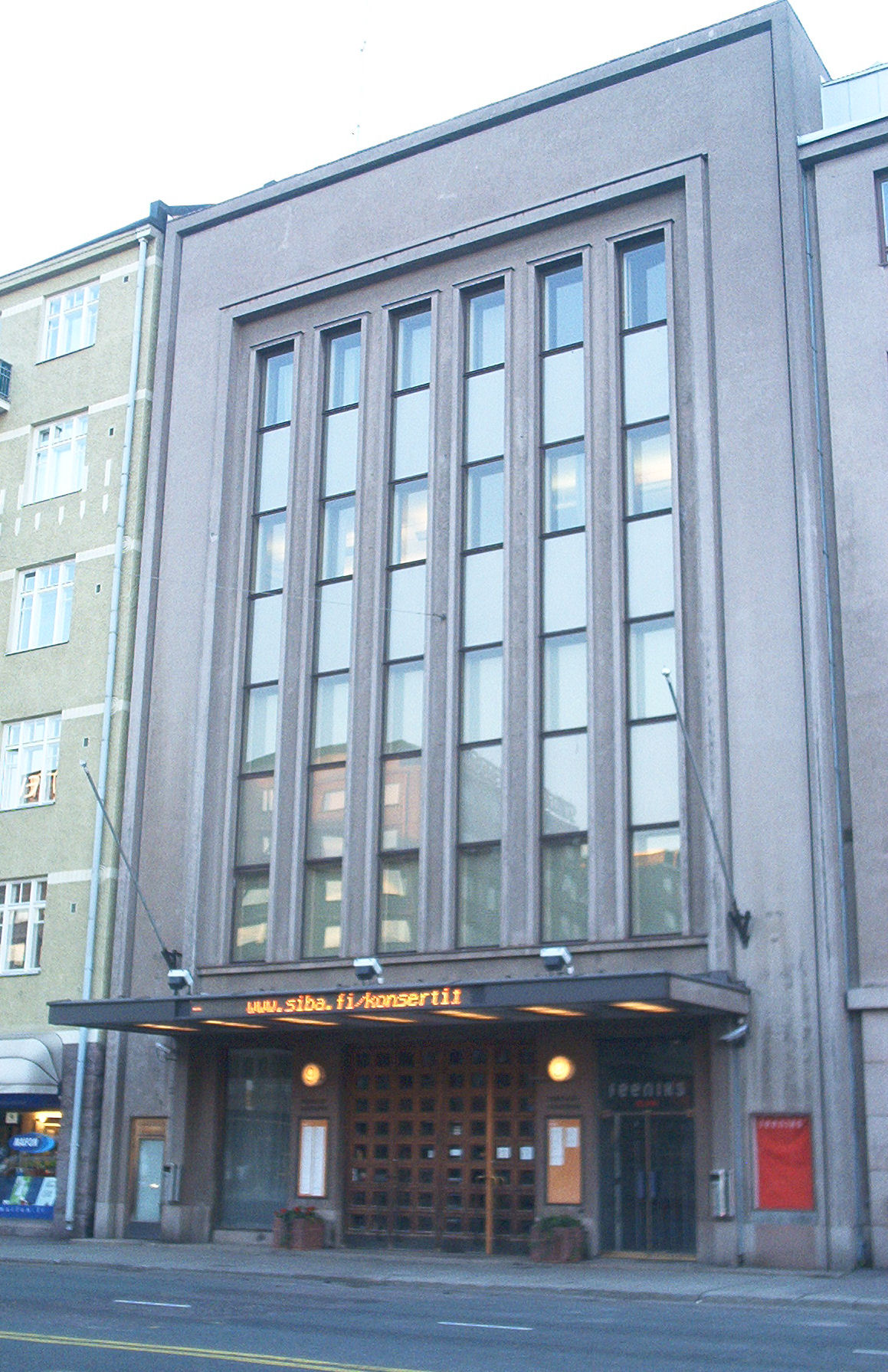
أكاديمية سيبيليوس في وسط هلسنكي.

أكاديمية سيبيليوس (بالفنلندية: Sibelius-Akatemia، وبالسويدية: Sibelius-Akademin) معهد موسيقى على المستوى الجامعي يعمل في مدينتي هلسنكي وكووبيو بفنلندا. كما أن لديها مركزاً لتعليم الكبار في يارفنبا ومركز للتدريب في سينايوكي. أكاديمية هي جامعة الموسيقى الوحيدة في فنلندا. ومن بين أكبر جامعات الموسيقى الأوروبية مع ما يقرب من 1700 طالب مسجلين. تأسست في عام 1882 كما انها باسم معهد هلسنكي الموسيقي (Helsingfors musikinstitut) وأُعيدت تسميته بأكاديمية سيبيليوس في عام 1939 تكريماً لطالبها السابق وموسيقار فنلندا الأشهر جان سيبيليوس.
أكاديمية سيبيليوس هي أحد منظمي مسابقة جان سيبيليوس الدولية للعزف على الكمان الذي يعقد كل خمس سنوات في هلسنكي.